# Scioglyptis poecilaria
Scioglyptis poecilaria là một loài bướm đêm trong họ Geometridae.